# Radosław Sobolewski
Radosław Sobolewski, poljski nogometaš in trener, * 13. december 1976, Białystok, Poljska.
Sobolewski je nekdanji vezni igralec, nazadnje je igral za Górnik Zabrze. 